# 中性子イメージング
中性子イメージング（ちゅうせいしイメージング）は、非破壊検査の一種で、中性子線を検査対象に照射して内部を透過させて材料背後にある写真用フィルムや蛍光板やフラットパネルディテクターで撮影することにより、内部の欠陥や構造を調べる手法。

## 概要
1932年にジェームズ・チャドウィックによって発見された中性子線は物体を透過時に吸収・散乱を受けることにより物体の構造、組成分布に応じた透過画像をもたらす事が知られる。
X線を使用する放射線透過検査と似ているが、X線では金属のような物体の核外電子による吸収・散乱であるため、原子番号に依存した単調な変化を示すが、中性子線では元素の核との相互作用であるため、核特有の透過像を示す。そのためX線やγ線による放射線透過検査を補完する。高速中性子の方が透過力が優れる。
物質の透過時の特性がX線とは逆で中性子線では、水素、ホウ素、リチウムのような軽元素の減弱係数が鉄、銅、鉛のような重金属の減弱係数と比較して大きく、カドミウム、ガドリニウム、サマリウムのような特定の元素・原子核に大きな減弱係数を示すため、中性子イメージングは重金属容器内部の水や有機物など含水素物質の検出・画像化に有効性を示す。透過像による物質内部の可視化だけでなく、原子核共鳴吸収による物質組成、Braggエッジ測定による金属内部の応力ひずみ、小角散乱による微小粒子の構造解析など、Ｘ線では探るのが困難な物質の情報を得ることができる。
また、金属のように結晶構造を持つ物質は粒子波の性質を持つ中性子と干渉性散乱を起こすので，特定の波長域の中性子(単色中性子)を用いてイメージングを行えば、結晶構造や内部応力などの情報を可視化できる。

## 位相イメージング（フェイズコントラスト法）
中性子分野では，放射光ほどの大輝度な中性子源は長らく実現されていなかったため、中性子の位相情報を利用したイメージングは実用的ではないと長らく見なされていて従来は十分にコリメートした中性子線を試料に照射して試料中での吸収や散乱による減衰を観察する手法が主流であったが、近年では中性子においても X線イメージングと同様に位相情報の利用が大きな流れとなっている。

### 磁気位相イメージング
中性子の磁気位相を中性子スピンエコーの手法によって測定する。単に磁気的に偏極した中性子による透過画像を得るものではなく、中性子が通過する経路の磁場積分によって中性子の磁気位相が変化することを利用する。

## 中性子屈折イメージング
屈折法では中性子に対する屈折率の変化によってビーム進行方向を変化させて画像のコントラストを得るためので試料中の中性子ポテンシャルの変化を観察する。

## ストロボ法
中性子源は X線源と比較して強度が弱いので連続した動画を撮影することは困難だが、周期的現象に対してはその瞬間だけをストロボ撮影して重ね合わせることによって1画像では統計誤差に埋もれてしまうような現象でも多くのストロボ画像を足し合わせればこれらの限界を超えることが可能となる。

## エネルギー選択型中性子イメージング
これまでの中性子ラジオグラフィでは主に原子炉などの定常中性子源からの白色中性子ビームを活用して観察対象による中性子強度の減衰から画像コントラストを得て内部の形状情報等を引き出してきたが、近年では結晶モノクロメータや速度選別機により中性子波長を選択した測定が可能になり、波長の違いによる中性子強度のコントラストの変化を強調した撮像手法の開発が進み、形状や構造情報だけではなく、構成する物質の物理的・化学的な性質の違いを反映した画像が取得可能になった。

## パルス中性子イメージング
J-PARCの物質・生命科学実験施設（MLF）に世界初のパルス中性子イメージング専用装置であるエネルギー分析型中性子イメージング装置「螺鈿」が建設された。パルス中性子は数keV から数meV までの非常に幅広いエネルギーの中性子を一度に利用することが可能で、そのエネルギーは飛行時間分析法（TOF）により容易に決定ができるという特徴を備え、短パルス中性子源においては各瞬間における単色度は非常に高いので高いエネルギー分解能での測定が可能。

## 中性子ラジオグラフィ
中性子ラジオグラフィは中性子源としてカリホルニウム-252、アメリシウム-ベリリウム同位体や加速器や原子炉を使用する。そのため、X線による検査と比較して設備が大掛かりになる。

## 課題
非破壊検査の手法として従来のX線による検査にはない数々の特徴を有するが、構造上設備が大掛かりにならざるを得ず、これが普及を阻む一因となっている。

## 用途
- 非破壊検査
- セキュリティ関連